# 김윤호 (축구 선수)
김윤호(한국 한자: 金倫滸, 1990년 9월 21일 ~ )는 대한민국의 축구 선수이며 포지션은 미드필더이다.

## 출신 학교
- 강릉중학교 (졸업)
- 묵호고등학교 (졸업)

## 축구인 경력

### 선수 경력
2013년 관동대학교를 졸업하고 드래프트를 통해 강원 FC에 입단하였다. 데뷔 시즌 리그 4경기 출전에 그쳤으나 2014 시즌에는 더 많은 출전 기회를 잡으며 25경기에 출전하였다.